# Чистов, Иван Евдокимович
Иван Евдокимович Чистов (19 июля 1933 год, Москва — 18 января 2017, Москва) — советский гандболист и судья по гандболу.

## Биография
Родился в Москве, получил образование в Московском авиационном институте (1961).
В 1960 стал чемпионом СССР по ручному мячу (11 х 11) в составе клуба «МАИ». Был капитаном команды. Мастер спорта СССР. Судья всесоюзной категории. Как арбитр Иван Чистов обслуживал игры Олимпиады-80 в Москве. В российской гандбольной Суперлиге выполнял обязанности судьи-инспектора. Заслуженный работник физической культуры РФ (1996).
После завершения карьеры игрока работал в Московском авиационном техникуме им. Н. Н. Годовикова, заместителем директора ВДФСО профсоюзов, директором школы олимпийского резерва по гандболу.

## Личная жизнь
- Чистов, Александр Евдокимович (1923—2005) — брат, спортивный тренер и арбитр по футболу и хоккею с мячом